# Henry Larsen (norsk roddare)
Henry Ludvig Larsen, född 16 augusti 1891 i Oslo, död 20 januari 1969 i Tønsberg, Vestfold, var en norsk roddare som deltog i olympiska sommarspelen 1912 i Stockholm och Olympiska sommarspelen 1920 i Antwerpen. Han tog brons i Antwerpen i fyra med styrman.

### Fotnoter
1. 1 2  Henry Larsen, Sports-Reference.com (på engelska), Sports Reference-ID (arkiverad): la/henry-larsen-3, läst: 31 januari 2020.[källa från Wikidata]
2. 1 2  Henry Larsen Sr, World Rowing athlete database (på engelska), World Rowing-ID: 17201d15-5a09-49ed-b16c-9c739e570582, läst: 8 mars 2021.[källa från Wikidata]
3. ↑  ”Sports Reference - Henry Larsen”. Arkiverad från originalet den 15 december 2012. https://web.archive.org/web/20121215033303/http://www.sports-reference.com/olympics/athletes/la/henry-larsen-3.html. Läst 10 mars 2011.